# Singö kyrka
Singö kyrka är en kyrkobyggnad på Singö. Den tillhör Väddö församling i Uppsala stift. Omgivande bebyggelse är Söderby och Norrvreta.

## Kyrkobyggnaden
Singö kyrka ligger på kyrkogårdens norra sida. Skriftliga källor tyder på att här funnits en föregångare från 1500-talet. Först år 1713 fick Singö egen kyrkogård. Nuvarande kyrkobyggnad uppfördes 1753 och är en korskyrka i knuttimrat liggtimmer med polygonalt kor och västtorn. Sakristian är placerad i vinkeln mellan koret och norra korsarmen. 1895 genomgick kyrkan en hårdhänt restaurering då interiör och exteriör helt förändrades. Kyrkans ytterväggar målades då med vit oljefärg. År 1922 fick kyrkan sin nuvarande takbeläggning med skivplåt som ersatte tidigare asfaltbestruken papp. En restaurering genomfördes åren 1964-1965 under ledning av arkitekt Hans Westman. Kyrkan återställdes till ett utseende från tiden före 1895. Fasaderna kläddes då med rödmålad träpanel och kyrkorummets träpanel avlägsnades så att timret fick synas.

## Inventarier
Altarskåpet tillverkades i Lübeck på 1490-talet och har funnits i kyrkan sedan 1761 och är en gåva från Hargs kyrka. Predikstolen består av en åttakantig korg och ett ljudtak och har målat årtalet 1699 men är troligen tillverkad redan på 1500-talet. Vid 1895 års restaurering blev den vitmålad, men 1965 togs de ursprungliga färgerna fram. Dopfunten är tillverkad av marmor som har brutits på Singö. Funten är tillverkad 1965 efter ritningar av Hans Westman. I Mellansverige finns ytterligare ett femtiotal dopfuntar gjorda av marmor från Singö. I kyrkan hänger ett votivskepp som är målat i svart och rött och har en krönt grip som galjonsfigur. Skeppet skänktes år 1752 av Erich Brant och hans hustru Maria Tillman. Första orgeln var ett gammalt orgelharmonium som införskaffades år 1862. Första piporgeln köptes in år 1883. Nuvarande orgel köptes in år 1941. En brudkrona av förgyllt silver är inköpt 1818 på auktion i Häverö prästgård.

### Orgel
- 1883 byggde A Lindberg, Uppsala en orgel med 4 stämmor.
- Den nuvarande orgeln byggdes 1941 av H Lindegren, Göteborg. Orgeln är pneumatisk och har tuttikoppel.

| Huvudverk I    | Svällverk II      | Pedal               | Koppel   |
| Gedakt 8´      | Rörflöjt 8´       | Subbas 16´          | I/P      |
| Principal 4'   | Gemshorn 4'       | Principal 4' (tr I) | II/P     |
| Rauschkvint II | Waldflöjt 2'      |                     | II/I     |
|                | Crescendosvällare |                     | II 16'/I |
|                |                   |                     | II 4'/I  |

## Omgivning
Norr om kyrkan ligger en rödmålad komministerbostad som är uppförd år 1825. Kyrkogårdsmuren är uppförd åren 1862-1863. Kyrkan har haft en klockstapel som tillhörde en tidigare kyrka. År 1739 byggdes en klockstapel av nytt och gammalt virke.

## Bildgalleri

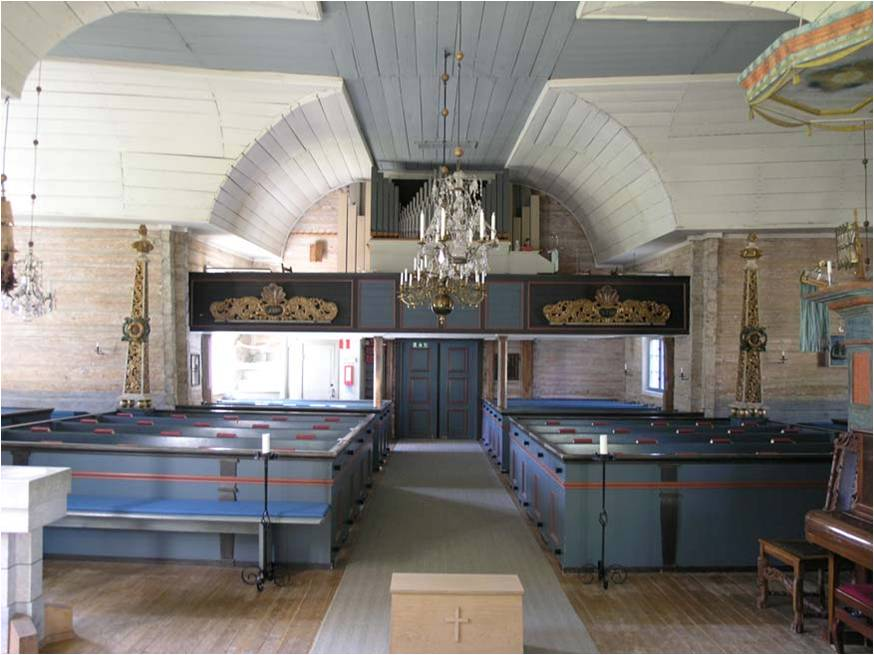
Kyrkorum mot orgelläktare
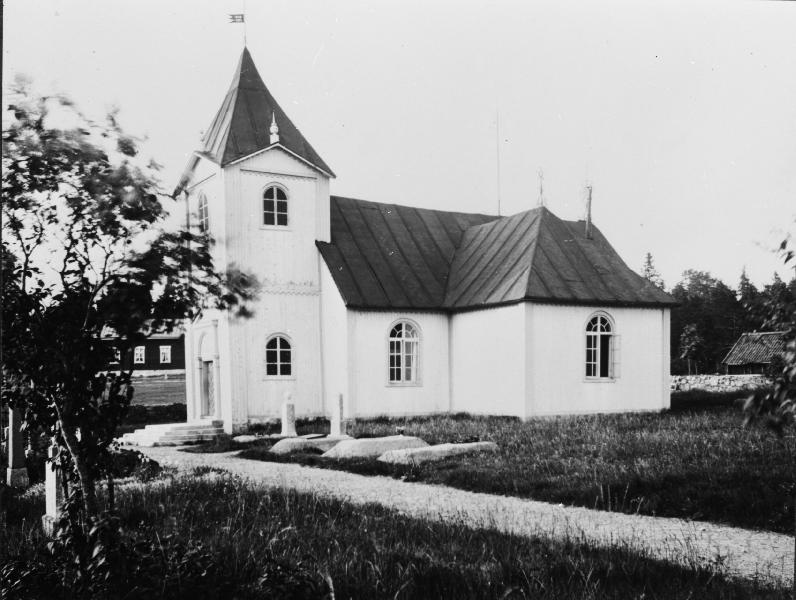
Kyrkan var tidigare vitmålad
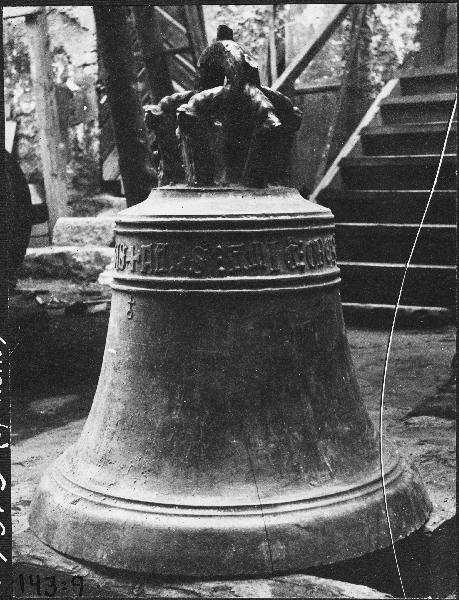
Medeltida kyrkklocka av malm

### Webbkällor
- byggnadspresentation
- Enjoy Sweden
- www.roslagen.se
- Stockholms läns museum